# Dialakoro (Sidéradougou)
Pour les articles homonymes, voir Dialakoro.
Ne doit pas être confondu avec Dialakoro (Koloko).
Dialakoro est une commune rurale située dans le département de Sidéradougou de la province de la Comoé dans la région des Cascades au Burkina Faso.

## Santé et éducation
Le village possède deux écoles primaires publiques, dans le bourg et à Sodingué.